# Jardim de Cactus - MTV Apresenta Dado Villa-Lobos
Jardim de Cactus - MTV Apresenta Dado Villa-Lobos é o primeiro trabalho solo do guitarrista Dado Villa-Lobos, ex-membro da Legião Urbana. O álbum foi lançado em 2005.
Gravado em 2004 no estúdio de sua própria casa, o álbum foi lançado como parte do projeto "MTV Apresenta", ganhando edição em CD e DVD, e a divulgação do material ficou a cargo da MTV.
As músicas possuem influências dos estilos trip-hop e britpop. As letras e composições contam com parcerias com Paula Toller, Humberto Effe, Fausto Fawcett e Luiz Zerbini.

## Faixas
1. Dois Ouvidos
2. Jardim de Cactus
3. Diamante
4. Dias
5. Cores em Mim
6. Como te Gusta?
7. Luz e Mistério
8. Quase Nada
9. Natureza
10. Nos Lençóis
11. Laufunk
12. Faveloura & Lov
13. The Guns of Brixton
14. Conexão Amazônica